# Zeisterbos
Het Zeisterbos is een bos in het oosten van de Nederlandse plaats Zeist. Het bos vormt met de parken en bossen van de buitenplaatsen Hoog Beek en Royen en Pavia een brede groene strook aan de oostzijde van Zeist. Sinds 1994 is het bos eigendom van de stichting Het Utrechts Landschap.

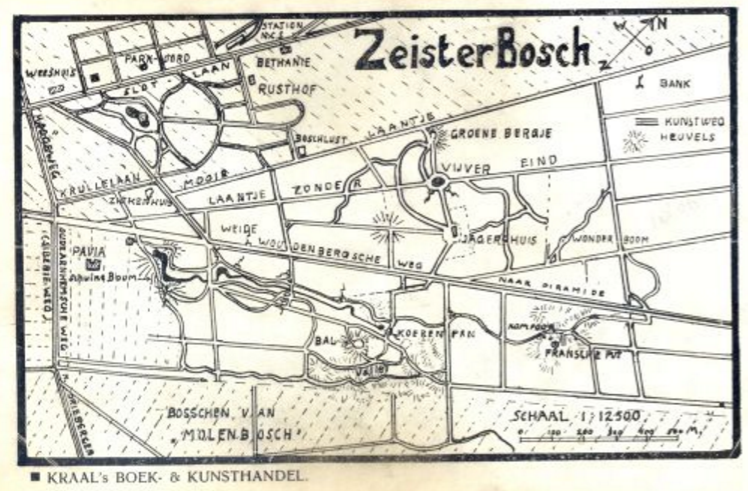
Zeister Bosch, 1907

Voorheen maakte het bos deel uit van het landgoed Beek en Royen, dat dateert uit 1771. Het rechte lanenstelsel had onder meer de Woudenbergseweg als zichtas. De rechte bomenlaan tussen de Driebergseweg en de Arnhemse Bovenweg, de Kippenlaan, is een restant van de oude aanleg die bij Beek en Royen hoorde. De vroegere spreng van landgoed Pavia raakte grotendeels verdroogd door de lage grondwaterstand. Vanaf 1795 zijn veel grove dennen als productiebos aangeplant. In 1913 werd het bos aangekocht door de gemeente Zeist om het wandelbos voor bouwplannen te behoeden en als recreatiegebied te behouden. Het aangekochte bos bestond uit 147 hectare naaldhout, ruim 30 hectare eikenhakhout en enkele hectare loofhout. Op advies van tuinarchitect Hendrik Copijn werd overgegaan op grondverbetering en nieuwe, gevarieerde aanplant. 

## Recreatie

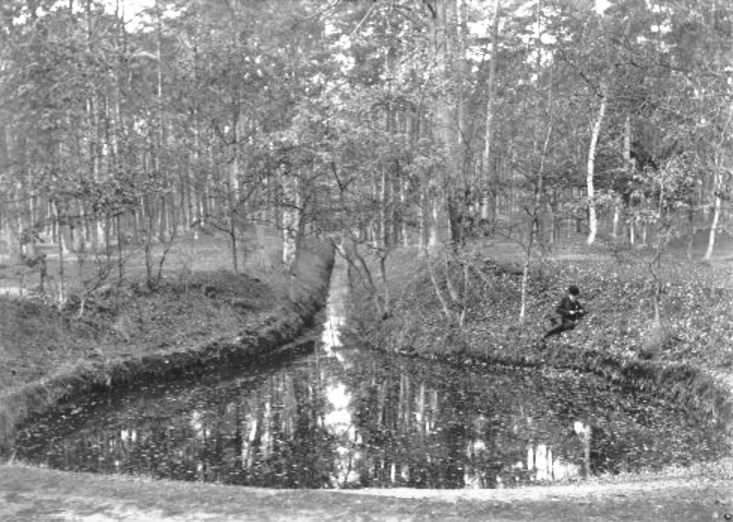
De Koekenpan, circa 1910

Eind 19de eeuw ontwikkelde Zeist zich als recreatieoord dat door de aanleg van tram- en treinlijnen voor steeds meer mensen bereikbaar werd. In 1897 werd daarom de Vereeniging tot verfraaiing der gemeente Zeist en tot bevordering van het Vreemdelingeverkeer opgericht. In de promotie werden dagjesmensen en pensiongasten gewezen op de waterpartijen zoals de sprengkop (Koekepan), de bosbeek en de vijvers, met keien- en knuppelbruggetjes. Beboste zandduinen kregen namen als Valleien, Klein Zwitserland en ’t Groene Bergje. Voor de oorlog werden de Wonderboom en de Schuine berk druk bezocht. In de crisisjaren werd een hertenkamp aangelegd, de ronde vijver bij het Jagershuis werd vergroot en de zogenaamde Stuifheuvel werd opgehoogd. Ooit was er het Zeister Dierenpark, een kleine dierentuin; de kunstrots bij de manenschapen naast het Jagershuis is daar een overblijfsel van. Verder zijn er wandelroutes, de voormalige boswachterswoning, een restaurant en een speeltuin.
Rond 1916 werd in het gebied de begraafplaats Zeister Bosrust aangelegd, tien jaar daarna werd het ziekenhuis gebouwd. Het bezoekerscentrum De Boswerf werd in 1976 geopend. Door het Zeisterbos loopt het Padvinderslaantje, waaraan zes scoutinggroepen van Scouting Zeist gevestigd zijn.
Vanaf 1943 werden er plannen gemaakt voor de aanleg voor een racecircuit in de bossen. Dit Circuit van Zeist moest het nationale autoracecircuit van Nederland worden. Het plan leidde tot veel discussie in de lokale en nationale pers. Hoewel de grond al was aangekocht werd de aanleg in 1947 afgeblazen nadat de gemeenteraad van Zeist weigerde in te stemmen.

## Flora en fauna
In de rijke ondergroei groeien blauwe bosbes, salomonszegel, dalkruid, wespenorchis en stijf havikskruid. In de struiklaag groeien soorten als hulst, lijsterbes en kamperfoelie.
In het bos voorkomende vogelsoorten zijn gekraagde roodstaart, boomklever, bosuil, boomvalk, sperwer, goudhaantje en matkop.
Om de variatie in stand te houden wordt de vegetatie vrijgehouden van exoten.

## Ontvoering van Freddy Heineken
Hoewel de ontvoerders van Freddy Heineken miljoenen guldens in plastic tonnen in een bos bij Zeist hebben begraven is dit niet in het Zeisterbos geweest. Het losgeld is begraven geweest aan de andere kant van Zeist, op het perceel langs de A28 (destijds in aanbouw) tussen de afrit naar Den Dolder en het huidige zwembad Dijnselburg.
Amerongse Bos
· Amerongse Bovenpolder
· Landgoed Beerschoten
· Beukenburg
· Biltse Duinen
· Birkhoven
· Blauwe Kamer
· Blikkenburg
· Bloeidaal
· Bornia
· Bosch en Duin
· Breeveen
· Broekerbos
· Buitenplaatsen Driebergseweg
· Dartheide
· Elster Buitenwaarden
· Grebbeberg
· Heidestein
· Hoge Ginkel
· Hooge Kampse Plas
· Hoog Moersbergen
· Houdringe
· Juliusput
· Kasteelbos Renswoude
· De Kievit
· Kooilust
· Kozakkenput
· De Krakeling
· Laarsenberg
· De Leyen
· Lockhorsterbos
· Lunenburgerwaard
· Maartensdijkse Bos
· Middelwaard
· Moersbergen
· Niënhof
· Noordhout
· Okkersbos
· Oostbroek
· Over-Holland
· Palmerswaard
· De Paltz
· Panbos
· Plantage Willem III
· Pleinesbos
· De Pol
· Ridderoordse Bos
· Sandenburg
· Sandwijck
· De Schammer
· Stameren
· Landgoed Stoutenburg
· Viaanse Bos
· Viaanse polders en uiterwaarden
· Vikinghof
· Park Vliegbasis Soesterberg
· Vijverbos
· Vijverhof
· Voordorpse polder
· Willem Arntszbos
· Witte Hull
· De Woerd
· Wulperhorst
· Zeisterbos
1. ↑  onze verslaggevers, Digibron.nl, Losgeld Heineken in Zeist gevonden. Digibron.nl (6 december 1983). Geraadpleegd op 1 februari 2021.
2. ↑  Losgeld Heineken Ontvoering - NOS Journaal 06-12-1983. 2016-12-16.  Gebeurt bij 3:05. Bezocht 2022-09-07.